# Soricomys kalinga
Archboldomys kalinga (архболдоміс калінський) — рід гризунів родини мишеві (Muridae).

## Етимологія
Вид знайдений в північній провінції Калінга.

## Характеристика
Гризун невеликого розміру, з довжиною голови й тіла між 93 і 108 мм, довжина хвоста від 85 до 101 мм, довжина ступнів між 22 і 26 мм, довжина вух від 13 до 15 мм і вага до 29 гр.
Шерсть густа і відносно коротка. Забарвлення тіла рівномірно червонувато-коричневе, світліше на черевній частині. Вуха маленькі, круглі й чорні. Губи та ніс голі й темно-сірі. Вуса короткі й світло-сірі. Задня частина передніх ніг темно-сіра або чорна і волохата, в той час як задня частина стопи коричнева і покрита крихітними волосками. Хвіст коротший, ніж голова і тіло й рівномірно чорний.

## Поширення
Цей вид зустрічається по всій Центральній Кордильєри в північно-центральній області острова Лусон (Філіппіни). Цей вид знаходиться в первинному гірському і моховому лісі і вторинному лісі, на висоті між 1500–2700 м.

## Звички
Це денні тварини, які харчуються в основному дощовими черв'яками та іншими безхребетними.

## Загрози та охорона
Загрози для цього виду не відомі. Не відомо, чи цей вид є від будь-якій із захищених областей.